# سندس شبايك
سندس شبايك ، كاتبة ومخرجة مسرحية وقصصية.

## السيرة الذاتية.
- كاتبة ومخرجة مسرحية وقصصية مصرية الجنسية من محافظة الإسكندرية، تخرجت من كلية الإعلام، بعد التخرج اتجهت إلى العمل كمحررة لبرنامج تليفزيوني شبابي ثم انتقلت للعمل ككاتبة ورئيسة تحرير مجلة احنا الشباب.[1][2]
- ركزت على استكشاف ومناقشة القضاية الاجتماعية الشائكة في المجتمع المصري من خلال مشاهدتها والعمل في عروض برنامج «بصى» في الجامعة الأمريكية عام 2006، ومنذ عام 2007 أصبحت واحدة من القوى الدافعة الرئيسية وراء مشروع «بصى»، الذي يضم عروضا سنوية يسرد من خلالها قصص حقيقية للنساء في مصر، وفي عام 2010، حققت هدفها في أخذ المشروع خارج أسوار الجامعة الأمريكية بالقاهرة، وجذب الكثير من اهتمام الجمهور.[1][2][3][4][5][6]

## أعمالها.
- كتبت وإخرجت فيلم 'فتاة'، يناقش التحرش في مصر. هذا الفيلم هو جزءا من مشروع «المرأة في مصر الجديدة» وهو مشروع تعاوني بين السفارة البريطانية وشركة مصر السينمائية الدولية.[7][8]
- أخرجت سندس أيضا فيلم قصير بعنوان "أنا لست حجابى.[1][2]
- أخرجت فيلم «بنت».[3][4][9][10][11][12]
- أخرجت فيلم الخوف.
- قدمت مسرحية بعنوان حكاوى التحرير.[13][14]
- شاركت في فيلم "أنا أنا' للمخرجة الهولندية "كورينا فان أيخرآت".[15][16]

## تكريمات وجوائز.
- فاز الفليم القصير «البنت» بالجائزة الأولي لأفضل فيلم في مشروع أفلام المرأة في مصر الجديدة الذي نظمته شركة أفلام مصر العالمية بالتعاون مع السفارة البريطانية.[17][18][19][20][21][22][23][24]
- حصلت على منحة دراسيَّة لمدَّة أسبوع في أحد معاهد السينما المرموقة في لندن.[17][18]